# جويس بالانتين
جويس بالانتين (بالإنجليزية: Joyce Ballantyne)‏ هي فنانة أمريكية، ولدت في 4 أبريل 1918 في نورفولك في الولايات المتحدة، وتوفيت في 15 مايو 2006 في أوكالا في الولايات المتحدة بسبب نوبة قلبية.